# Park Hee-Kyung
Park Hee-Kyung (en coreano: 박희경; 8 de junio de 1979) es un deportista surcoreano que compitió en esgrima, especialista en la modalidad de florete. Ganó una medalla de bronce en el Campeonato Mundial de Esgrima de 2007 en la prueba por equipos.

## Palmarés internacional
| Campeonato Mundial | Campeonato Mundial      | Campeonato Mundial | Campeonato Mundial  |
| Año                | Lugar                   | Medalla            | Prueba              |
| ------------------ | ----------------------- | ------------------ | ------------------- |
| 2007               | San Petersburgo (Rusia) | Medalla de bronce  | Florete por equipos |